# Santiago Idígoras
Pour les articles homonymes, voir Idígoras.
Santiago Idígoras Bilbao, également connu sous le nom de Santi, né le 24 juin 1953 à Oñate (province du Guipuscoa, Espagne), est un footballeur international espagnol qui jouait au poste d'ailier avec la Real Sociedad dans les années 1970 et début des années 1980.

## Biographie

### En club
Formé à la Real Sociedad, Santiago Idígoras fait partie de la meilleure génération de joueurs de l'histoire de la Real Sociedad avec Luis Arconada, Jesús María Zamora, Jesús María Satrústegui, Roberto López Ufarte ou encore Periko Alonso. Idígoras fait partie de l'équipe qui remporte le premier titre de champion d'Espagne de la Real Sociedad en 1981.
Idígoras débute en première division, le 15 septembre 1974, lors d'un match face au Celta de Vigo. Lors de la saison 1976-1977, il inscrit 10 buts en championnat avec la Real Sociedad, ce qui constitue sa meilleure performance.
Lors de l'été 1981, âgé de 28 ans, il quitte la Real Sociedad pour rejoindre le club mexicain de Puebla. Il joue 34 matchs en championnat avec Puebla, marquant 12 buts.
En 1982, il revient en Espagne pour jouer avec le Valence CF. En 1983, il rejoint le Deportivo Alavés, où il met un terme à sa carrière de joueur en 1985.
Son bilan en première division espagnole s'élève à 220 matchs joués, pour 43 buts marqués. Il joue également 13 matchs en Coupe de l'UEFA.

### Équipe nationale
En 1976, il est sélectionné par László Kubala afin de participer aux Jeux olympiques de Montréal. Il joue à cet effet deux matchs, contre le Brésil et la RDA, marquant un but.
Santiago Idígoras joue son seul match avec l'équipe d'Espagne le 9 février 1977, lors d'une rencontre amicale face à l'Irlande à Dublin (victoire 1 à 0).

## Palmarès
- Champion d'Espagne en 1981 avec la Real Sociedad